# Drenov Grič
Drenov Grič – wieś w Słowenii, w gminie Vrhnika. W 2018 roku liczyła 949 mieszkańców.